# Непомук Штюцле
Непомук Штюцле (нім. Nepomuk Stützle; 17 травня 1924 — 18 жовтня 1986, Штутгарт) — служовець панцергренадерської дивізії «Велика Німеччина», обер-єфрейтор. Кавалер Лицарського хреста Залізного хреста.

## Біографія
Штюцле відзначився у бою 14-15 квітня 1945 року, коли його батальйон атакували численні британські танки. Він знищив 7 танків, за що був нагороджений Лицарським хрестом Залізного хреста. Разом із Штюцле 8 травня 1945 року Лицарський хрест Залізного хреста отримали ще 2 учасники бою — майор Густав Валле, який знищив 9 танків, і лейтенант резерву Фрідріх Андінг, який знищив 6 танків і 5 бронетранспортерів.

## Нагороди
- Залізний хрест 2-го і 1-го класу
- 3 нарукавних знаки «За знищений танк» (1 знак 1-го ступеня і 2 знаки 2-го ступеня) — всі знаки отримані у квітня 1945 року за 7 знищених 14-15 квітня британських танків.
- Лицарський хрест Залізного хреста (8 травня 1945) — як обер-єфрейтор протитанкового дивізіону «Велика Німеччина» панцергренадерської дивізії «Велика Німеччина».